# Germán Serrano Pinto
Germán Serrano Pinto (San José, 30 de marzo de 1940 - 21 de mayo de 2016) fue un abogado y político costarricense que ocupó varios cargos políticos, entre ellos el de Vicepresidente de la República de Costa Rica.
Nació en San José, el 30 de marzo de 1940, desde joven se destaca por su vida de servicio y como distinguido profesional en Derecho. Muy temprano lo llama la política, llegando a ser uno de los líderes más destacados del Partido Unidad Social Cristiana (PUSC). Estudió en el Colegio de Los Ángeles, en el barrio del mismo nombre.

## Algunos de los cargos desempeñados
- Secretario General de Gobierno. (1966-1970), José Joaquín Trejos
- Presidente Ejecutivo del Instituto Nacional de Seguros. (1978-1980)
- Ministro de Trabajo y Seguridad Social. (1979-1982), Rodrigo Carazo Odio
- Primer Vicepresidente de la República. (1990-1994), Rafael Calderón Fournier
- Presidente Ejecutivo del Instituto Nacional de Seguros. (2002-2004), Abel Pacheco